# Đài truyền hình Tân Đường Nhân
Đài truyền hình Tân Đường Nhân (NTD, tiếng Anh: New Tang Dynasty Television, tiếng Trung: 新唐人電視台) là một đài truyền hình cực hữu đa ngôn ngữ của Mỹ, được thành lập bởi các học viên Pháp Luân Công, có trụ sở tại Thành phố New York với các phóng viên tại hơn 70 thành phố trên toàn thế giới. Đài được thành lập vào năm 2001 với tư cách là một đài truyền hình nói tiếng Trung, nhưng kể từ đó đã mở rộng các dịch vụ ngôn ngữ của mình. Công ty vẫn tập trung vào Trung Quốc đại lục trong các chương trình phát sóng tin tức. Đây là một công ty chính của nhóm các phương tiện truyền thông đại diện cho Pháp Luân Công. Cái tên được chọn để gợi nhớ đến triều đại nhà Đường cổ đại mà công ty coi là "thời kỳ vàng son của văn minh và tâm linh Trung Quốc... được biết đến với những tiêu chuẩn đạo đức cao và những thành tựu văn hóa vô song." 

## Lịch sử
Đài truyền hình Tân Đường Nhân được thành lập vào năm 2001 bởi các học viên Pháp Luân Công, với nhiệm vụ của nó là cung cấp "tin tức chưa được kiểm duyệt" về Trung Quốc mà các phương tiện truyền thông bị nhà nước kiểm soát sẽ không đưa tin. Đài này thường xuyên tập trung vào việc quảng bá văn hóa truyền thống của Trung Quốc và đưa tin rộng rãi về các vấn đề nhân quyền bị cáo buộc của Trung Quốc. Nó có lập trường phê phán đối với những gì mà đảng Cộng sản Trung Quốc coi là lạm quyền.
Kể từ khi thành lập, Đài truyền hình Tân Đường Nhân đã mở rộng bao gồm tiếng Anh, tiếng Tây Ban Nha, tiếng Nhật, tiếng Pháp, tiếng Nga, tiếng Ba Tư, tiếng Do Thái và một số phiên bản ngôn ngữ khác. Nội dung cung cấp của nó bao gồm tin tức và phân tích, nghệ thuật và văn hóa, du lịch, tin tức giải trí, sức khỏe và lối sống, và chương trình dành cho trẻ em.
Việc đài này đưa tin chỉ trích về Đảng Cộng sản Trung Quốc đã khiến chính phủ Trung Quốc phải kiểm duyệt. Đài truyền hình Tân Đường Nhân cũng cáo buộc rằng chính phủ Trung Quốc đã can thiệp vào hoạt động báo cáo và kinh doanh của họ.
Đài truyền hình Tân Đường Nhân bắt đầu phát sóng qua vệ tinh ở Bắc Mỹ vào tháng 2 năm 2002. Hiện tại, vùng phủ sóng vệ tinh của trạm đã đến châu Á, châu Âu và châu Úc bằng một số tiếng ngôn ngữ.
Đài truyền hình Tân Đường Nhân, cùng với Đại Kỷ Nguyên và Sound of Hope, được thành lập bởi các học viên Pháp Luân Công đã di cư sang phương Tây. Nhiều nhân viên của nó là các học viên Pháp Luân Công, những người tình nguyện dành thời gian và công việc của họ. Trong một cuộc phỏng vấn với Wall Street Journal, chủ tịch Zhong Lee nói rằng mục đích ban đầu của công ty là lên tiếng phản đối cuộc đàn áp Pháp Luân Công của chính phủ Trung Quốc, nhưng nó "cũng có thể đóng một vai trò lớn trong việc thúc đẩy dân chủ ở Trung Quốc." Đài này đề cập đến một số vấn đề bị cấm kỵ ở Trung Quốc đại lục, chẳng hạn như tham nhũng chính thức và những lo ngại về sức khỏe cộng đồng, đồng thời cung cấp một nền tảng cho các nhà hoạt động nhân quyền và dân chủ Trung Quốc.
Đài truyền hình Tân Đường Nhân là một trong những tổ chức mà người sáng lập Pháp Luân Công ông Lý Hồng Chí gọi là "phương tiện truyền thông của chúng tôi", cùng với báo Đại Kỷ Nguyên và đoàn múa Thần Vận.
Christian Science Monitor năm 2004 đã gọi NTDTV là "đài truyền hình tiếng Trung độc lập đầu tiên ở Mỹ". Tờ Wall Street Journal cho biết, vào năm 2007 Đài truyền hình Tân Đường Nhân "đóng vai trò như một nền tảng cho những người bất đồng chính kiến ủng hộ dân chủ của Trung Quốc, những người đã bị giằng xé bởi sự tranh giành nội bộ và thiếu tổ chức".
Các chương trình phát sóng của đài có khả năng tiếp cận 200 triệu người xem trên toàn cầu, trong đó có 50 triệu ở Trung Quốc đại lục, theo tờ Wall Street Journal.
Doanh thu của Đài truyền hình Tân Đường Nhân năm 2017 là 18 triệu đô la, cao hơn gấp đôi doanh thu 7,4 triệu đô la của nó trong năm 2016, theo báo cáo từ Sở thuế vụ Hoa Kỳ.

## Lập trình

### Truyền hình

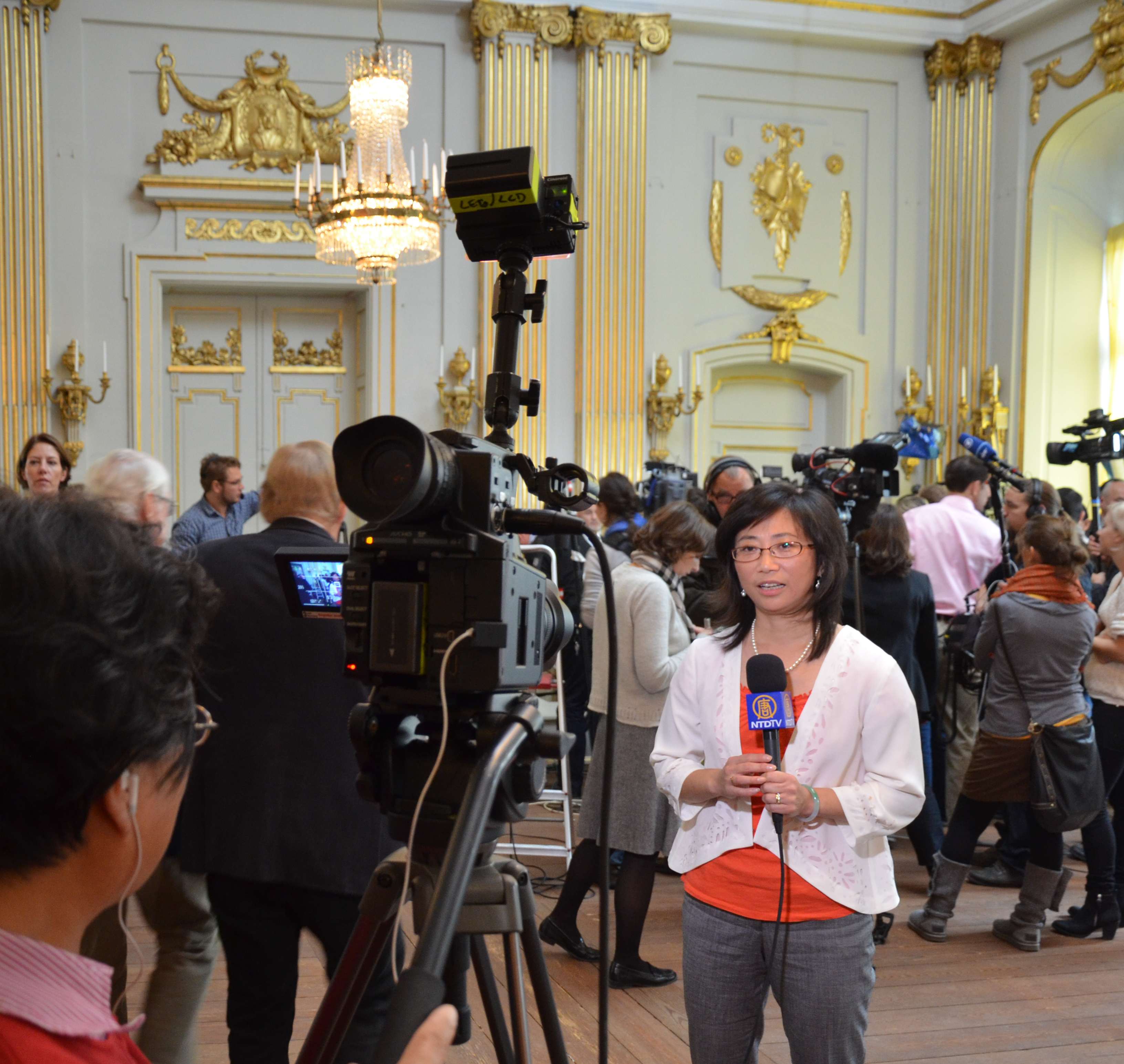
Nhà báo phát thanh viên NTDTV từ Học viện Hoàng gia Thụy Điển ở Stockholm, Thụy Điển, tại buổi công bố Mo Yan là người đoạt giải Nobel văn học năm 2012.

Đài truyền hình Tân Đường Nhân phát sóng 24/7, cung cấp nhiều chương trình gốc và chương trình tổng hợp, bao gồm tin tức, chương trình nghệ thuật và văn hóa, du lịch, tin tức giải trí, sức khỏe và lối sống cũng như chương trình dành cho trẻ em.
Đài này được biết đến nhiều nhất với các phân đoạn tin tức và phân tích, trong đó thường có nội dung chỉ trích chính phủ Trung Quốc, đặc biệt là về vi phạm nhân quyền, bao gồm cả cuộc đàn áp Pháp Luân Công.
Tạp chí Wall Street Journal đưa tin rằng đài này đã đưa tin về SARS vào năm 2003, ba tuần trước khi chính phủ Trung Quốc thừa nhận công khai rằng có dịch. (Dịch bệnh này tiếp tục làm cho ít nhất có 774 người chết). Đài đã đưa tin rộng rãi về các cuộc bầu cử dân chủ ở Đài Loan và cái chết của cựu Tổng Bí thư Trung Quốc Triệu Tử Dương. Đài Hoa ngữ thường xuyên phát sóng phiên bản video của Chín bài bình luận về Đảng Cộng sản, một loạt bài xã luận chỉ trích mạnh mẽ sự cai trị của Đảng Cộng sản Trung Quốc, vốn thường được sử dụng để chống lại Đảng Cộng sản Trung Quốc.

### Trực tuyến
Đài truyền hình Tân Đường Nhân phát chương trình thường xuyên trên các kênh YouTube do chính họ kiểm duyệt. Trung Quốc không kiểm duyệt, ban đầu được phân phối trên kênh NTDonChina, được kiểm duyệt bởi Chris Chappell kể từ ngày 21 tháng 9 năm 2012 và hiện đã có kênh riêng. Các chủ đề của chương trình bao gồm những tin tức mới nhất về Trung Quốc và Đảng Cộng sản Trung Quốc, những lời chỉ trích đối với chính phủ Trung Quốc và lời phân tích của các phương tiện truyền thông nhà nước. Nó được phát sóng trên Đài truyền hình Tân Đường Nhân với phụ đề tiếng Trung mỗi tuần một lần. Chris Chappell đã tuyên bố rằng Trung Quốc không kiểm duyệt không nhận được bất kỳ khoản thanh toán nào từ Đài truyền hình Tân Đường Nhân như một phần của thỏa thuận phân phối nội dung của chương trình.
Vào năm 2019, Đài truyền hình Tân Đường Nhân đã phát hành một bộ phim tài liệu do Steve Bannon sản xuất, ông là cựu chủ tịch của Breitbart News và cũng là cố vấn của Donald Trump. Bộ phim Claws of the Red Dragon nói về công ty viễn thông Huawei và chính phủ Trung Quốc.

## Tiếp cận văn hóa
Là một phần trong sứ mệnh đã tuyên bố của mình nhằm thúc đẩy "sự đánh giá và nhận thức về văn hóa truyền thống Trung Quốc", Đài truyền hình Tân Đường Nhân đã tổ chức và sản xuất một loạt các chương trình tiếp cận văn hóa, bao gồm các cuộc thi khiêu vũ, võ thuật và ẩm thực cổ điển Trung Quốc. Đài đóng khung các hoạt động này trong bối cảnh phục hồi "truyền thống văn hóa và đạo đức thực sự của Trung Quốc đã bị mất dưới sự cai trị của Đảng Cộng sản".
Từ năm 2004 đến năm 2006, Đài truyền hình Tân Đường Nhân đã sản xuất chương trình Tết Nguyên Đán hàng năm của Trung Quốc, một buổi biểu diễn có vũ điệu và âm nhạc cổ điển của Trung Quốc. Các buổi biểu diễn của chương trình bao gồm các điệu múa dân tộc và dân gian, các điệu múa mô tả các truyền thuyết và câu chuyện đạo đức của Trung Quốc, các buổi biểu diễn âm nhạc độc tấu, thông điệp và hình ảnh có thiện cảm với Pháp Luân Công, và bao gồm "các mô tả nghệ thuật về cuộc bức hại các học viên" ở Trung Quốc. Kể từ đó, những buổi biểu diễn này đã được tiếp tục dưới dạng các vở diễn lưu động của một tổ chức chuyên dụng, Đoàn Nghệ thuật Thần Vận.
Năm 2008, đài bắt đầu tổ chức một loạt các cuộc thi thường niên dành cho người gốc Hoa tham gia trong các lĩnh vực múa cổ điển Trung Quốc, võ thuật, thiết kế quần áo truyền thống, hội họa, âm nhạc, nhiếp ảnh và nấu ăn Trung Quốc.
Lập trường chống Đảng Cộng sản và phóng sự của Đài truyền hình Tân Đường Nhân về các vấn đề nhân quyền ở Trung Quốc đã dẫn đến sự can thiệp và áp lực chính trị từ Đảng Cộng sản Trung Quốc và các đại sứ quán ở nước ngoài. Cùng với những lời khuyên can của quan chức chính phủ tham dự chương trình năm mới, Đại sứ quán Trung Quốc tại Hoa Kỳ cáo buộc các chương trình của Đài truyền hình Tân Đường Nhân được sử dụng để "tuyên truyền nhằm chống lại nhà nước Trung Quốc" và "bóp méo văn hóa Trung Hoa".
Vào tháng 1 năm 2007, một nhà hát ở Hàn Quốc dự kiến tổ chức buổi biểu diễn năm mới nhưng bị hủy đặt chỗ của họ vào phút cuối, Đài truyền hình Tân Đường Nhân đã bị cáo buộc là do Trung Quốc đe dọa sẽ có những hành động chống lại các buổi biểu diễn sắp tới của Hàn Quốc tại Trung Quốc đại lục.  Cũng có thông tin cho rằng, NASDAQ đã cắt đứt quan hệ với đài trong khoảng thời gian này sau áp lực của Trung Quốc.
Vào tháng 6 năm 2008, cơ quan giám sát truyền thông Phóng viên không biên giới ("RSF") đã cáo buộc Eutelsat đóng cửa Đài truyền hình Tân Đường Nhân vào ngày 16 tháng 6 thông qua vệ tinh W5 của họ để xoa dịu chính phủ Trung Quốc, và kêu gọi Giám đốc điều hành Eutelsat, Giuliano Berretta đã nhanh chóng đảo ngược quyết định của mình. Đình chỉ việc sử dụng Eutelsat của Đài truyền hình Tân Đường Nhân. Theo RSF, việc Đài truyền hình Tân Đường Nhân đóng cửa là một "quyết định được tính toán trước, có động cơ chính trị". RSF tuyên bố rằng họ đang sở hữu bản ghi âm cuộc trò chuyện có chủ đích với một nhân viên của Eutelsat ở Bắc Kinh xác nhận các cáo buộc. Eutelsat cho rằng việc ngừng hoạt động là do lỗi kỹ thuật, phủ nhận tính hợp lệ của cuộc trò chuyện và chỉ ra vào tháng 7 năm 2008 rằng Đài truyền hình Tân Đường Nhân vẫn đang được phát sóng từ các vị trí Hot Bird.
Vào ngày 20 tháng 8 năm 2008, Liên đoàn Nhà báo Quốc tế đã đưa ra một tuyên bố kêu gọi Eutelsat khôi phục Đài truyền hình Tân Đường Nhân và ba đài phát thanh trong đó có Sound of Hope. Tuyên bố cáo buộc Eutelsat cúi đầu trước áp lực chính trị, và lập luận về việc Thế vận hội Bắc Kinh đang đến gần có thể dẫn đến việc chính phủ Trung Quốc gia tăng áp lực kiểm duyệt việc phát sóng Đài truyền hình Tân Đường Nhân.
Nghị viện châu Âu cũng kêu gọi Eutelsat đảo ngược quyết định đóng cửa Đài truyền hình Tân Đường Nhân của họ. Sau đó, Eutelsat đã đưa ra một thông cáo báo chí và tuyên bố bằng văn bản, phủ nhận mọi cáo buộc kiểm duyệt đối với Đài truyền hình Tân Đường Nhân. Công ty khẳng định rằng việc Đài truyền hình Tân Đường Nhân ngừng hoạt động là do gặp phải lỗi kỹ thuật của vệ tinh W5 và cho biết thêm rằng Đài truyền hình Tân Đường Nhân đang được phát sóng trên khắp châu Âu thông qua khu vực video HOT BIRD của Eutelsat (không giống như W5, không thể nhận được từ Trung Quốc).
Vào tháng 6 năm 2010, Văn phòng Thủ tướng Canada đã hủy một cuộc họp báo mà Đài truyền hình Tân Đường Nhân và Epoch Times sẽ tham dự, để Chủ tịch Trung Quốc Hồ Cẩm Đào không tiếp xúc với đài truyền hình, được cho là đã tuân theo các điều khoản từ lãnh sự quán Trung Quốc. Theo Toronto Star, các cuộc họp báo như vậy thường là thủ tục tiêu chuẩn cho các nhà lãnh đạo nước ngoài đến thăm Quốc hội, và việc hủy bỏ được coi là một biện pháp bất thường để giữ Đài truyền hình Tân Đường Nhân tránh xa Chủ tịch Trung Quốc.

## Đài truyền hình Tân Đường Nhân Canada
Đài truyền hình Tân Đường Nhân Canada chính thức ra mắt trên Rogers Cable vào ngày 30 tháng 9 năm 2008, trên Bell Fibe TV vào năm 2010, và trên Shaw Cable vào ngày 28 tháng 3 năm 2012. Nó cũng có sẵn trên Novus Entertainment ở Vancouver.
Vào ngày 25 tháng 7 năm 2012, Đài truyền hình Tân Đường Nhân chính thức ra mắt Đài truyền hình Tân Đường Nhân Canada, một kênh địa phương của Canada dành cho khán giả Trung Quốc tại Canada. Đài truyền hình Tân Đường Nhân Canada là một dịch vụ đa ngôn ngữ phát sóng chương trình bằng tiếng Quảng Đông, tiếng Quan Thoại, tiếng Anh và tiếng Pháp, với mục đích tiếp cận những người Canada gốc Hoa thuộc thế hệ thứ hai và thứ ba, những người có thể không nói tiếng Hoa cũng như tiếng Anh hoặc tiếng Pháp.

## Edge of Wonder
Một kênh YouTube có nhiều người xem do Đài truyền hình Tân Đường Nhân sản xuất có tên Edge of Wonder đã bị chỉ trích vì truyền bá khoa học giả và thuyết âm mưu cực hữu QAnon. Vào tháng 8 năm 2019, trên tờ tờ The Daily Dot đã đăng một bài báo phê bình cho biết các máy chủ của Edge of Wonder "hoàn toàn nắm lấy quyền quản lí QAnon" mặc dù "không có dự đoán nào của QAnon thực sự diễn ra." Bài báo của Daily Dot đã chỉ ra các vụ bạo lực của các tín đồ QAnon; Ben Chasteen, một người dẫn chương trình của Edge of Wonder, trả lời rằng "các nhà nghiên cứu thực sự của Q sẽ không bao giờ có bất kỳ hành động bạo lực nào chống lại người dân Mỹ hoặc bất kỳ loại chủng tộc nào khác."